# Симмах Эвионит
Симмах Эвиони́т (греч. Ἐβιωνίτης Σύμμαχος) — переводчик Ветхого Завета на греческий язык. Сведения о его биографии крайне скудны и противоречивы:
- по Епифанию Кипрскому Симмах по происхождению был самарянином, не добившись желаемого высокого положения в своём народе, он перешёл в иудейство, вторично (символически) принял обрезание и выполнил новый перевод книг Ветхого Завета на греческий язык с целью опровергнуть учение самарян[1]. Однако враждебность к самарянам не подтверждается характером его перевода[1]. Относительно годов жизни Симмаха Епифаний указывает, что он жил при императорах Коммоде и Севере (180—211 годы)[2].
- Евсевий Кесарийский писал, что Симмах принадлежал к ереси эвионитов и в своём переводе старался опровергнуть Евангелие от Матфея и подтвердить учение евионитов. Евсевий сообщает о знакомстве Оригена с переводом Симмаха: «Ориген говорит, что эти замечания вместе с другими толкованиями Симмаха на Священное Писание он получил от некоей Юлиании, которой вручил эти книги сам Симмах».[3]
- Иероним Стридонский также называет Симмаха эвионитом, но отмечает, что его перевод отличается чистотой и изяществом языка. Иероним во многих случаях пользовался переводом Симмаха при составлении своего перевода Библии на латинский язык.[2]

Библеист-ветхозаветник П. А. Юнгеров отмечает что Симмах «избегал своеобразной еврейской конструкции речи и пользовался греческой, понятной читателям, незнакомым с еврейским языком». Он непонятные и непривычные для греков особенности еврейской речи старался выразить в форме приспособленной к греческому языку:
- фигуральные обороты заменял простой греческой речью;
- сжатую еврейскую речь иногда пополнял распространенным и изящным перифразом;
- еврейские собственные имена, имевшие исторический смысл, заменял однозначащими греческими (например, Ева — Ζωογονος (Быт. 3:21); Эдем — ανθηρον (Быт. 2:8)).

В целом язык Симмахова перевода отличается необыкновенным изяществом, а по свидетельству Евсевия был даже «весьма удивителен». При этом Иероним отмечает, что Симмах в своём переводе «сокрывал тайну о Христе» и многие пророчества изъяснял в иудейской традиции. Несмотря на это, в древней Церкви перевод Симмаха считался вторым по достоинству после Септуагинты.